# Marketing international
 (août 2017).
Si vous disposez d'ouvrages ou d'articles de référence ou si vous connaissez des sites web de qualité traitant du thème abordé ici, merci de compléter l'article en donnant les références utiles à sa vérifiabilité et en les liant à la section « Notes et références ».

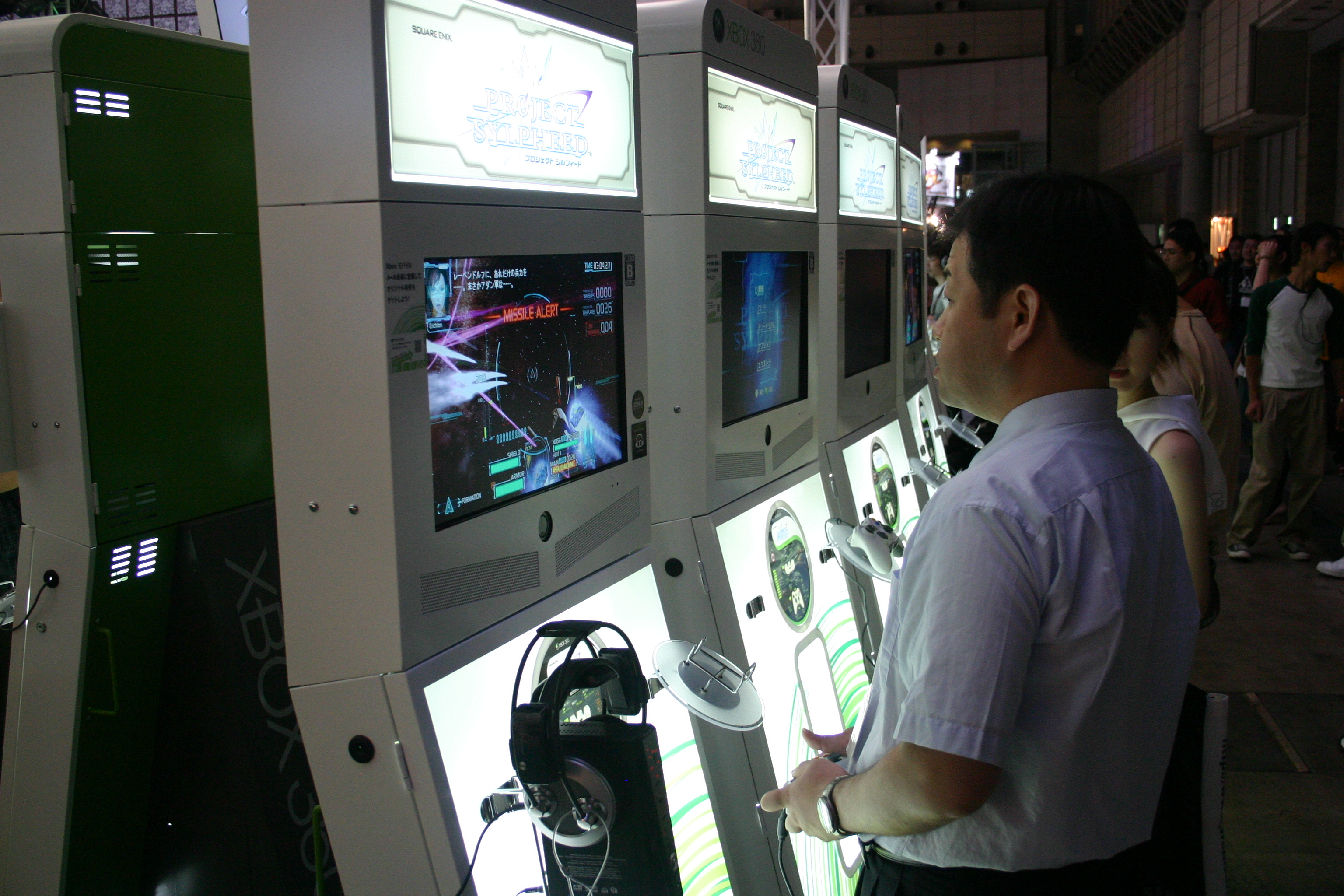
Les visiteurs du jeu télévisé jouant sur une gamme de machines Xbox 360 ; le jeu est Project Sylpheed, édité par Square Enix et Microsoft, mais est suffisamment déformé et d'une partie mineure de l'image qu'il devrait qualifier de minimis.

Le marketing international est la promotion et commercialisation d'une marque dans plusieurs pays, hors du marché domestique.

## Pourquoi faut-il exporter?
La mondialisation a favorisé le libre-échange, abaissant les coûts de revient et les prix, mais a intensifié la concurrence. Face à une concurrence féroce renforcée par la globalisation des marchés, à un univers en mutation et à la prépondérance de certaines marques, pour continuer d'exister l'entreprise doit développer des stratégies d'internationalisation qui varient suivant leur taille, leur expérience mais surtout en fonction des produits et des pays visés.
D'une manière générale, l'exportation est une nécessité vitale pour l'entreprise et l'État, c'est un certificat de bonne santé qui se traduit par le maintien et le développement du pays à l'étranger. L'internationalisation permet de payer les importations et d'équilibrer la balance des transactions courantes. Il est également noté dans l’étude de l’INSEE que l’internationalisation permet de renforcer l’innovation au sein des entreprises grâce à l’influence des marchés étrangers.

### Trois raisons
Masaaki Kotabe et Kristiaan Helsen, les auteurs de « Global Marketing Management  » donnent dans ce livre les trois raisons pour l'entreprise de s'internationaliser. 

#### Saturation du marché domestique
Pour qu'une entreprise puisse poursuivre sa croissance, elle doit augmenter ses ventes. Les pays industrialisés ont dans de nombreuses catégories de produits et de services saturés leurs marchés domestiques et se sont tournés vers les pays émergents pour trouver de nouvelles opportunités de marché. Les entreprises dans certaines économies en développement ont trouvé un avantage en exportant des produits qui sont trop chers pour les locaux mais considérés comme bon marché pour les pays développés. 

#### Concurrence mondiale
Les entreprises sont sur un terrain de jeu international qu'elles le veulent ou non. Dans ce contexte, la mondialisation a intensifié la concurrence, obligeant les entreprises à s’adapter constamment aux évolutions du marché global. Le rapport 2024 de l'Organisation Mondiale du Commerce met en évidence que, bien que les entreprises soient confrontées à une concurrence mondiale croissante, elles ont également la possibilité de tirer parti de nouvelles opportunités grâce à l’intégration des économies émergentes, à la réduction des coûts du commerce par la numérisation et à des stratégies visant à rendre le commerce plus inclusif.

#### Le commerce électronique
Avec l'augmentation de l'utilisation d'Internet et du E-commerce (commerce électronique), si une entreprise opère en ligne, elle devient une entreprise internationale. Étant donné le nombre d'internautes augmentant chaque jour, ce marché est constamment en croissance. Les consommateurs peuvent venir de n'importe où. Selon le livre “Global Marketing Management”, le commerce électronique business-to-business (entre entreprises) est plus large, augmente plus rapidement et a moins de barrières concernant la distribution géographique que même le commerce électronique business-to-consumer (B2C). Le commerce électronique ne nécessite pas une devanture de boutique solide.

## Développement international de l'entreprise
Il est possible d’envisager l’internationalisation du marché grâce au cycle de vie. Processus séquentiel de croissance et d’internationalisation. Dans le cadre de l’approche séquentielle, être fort sur le marché domestique est une condition préalable pour exporter. Pour se développer, l’entreprise passe du marché local au marché mondial. L’internationalisation fait partie du processus naturel de croissance de l’entreprise. Le cycle de vie internationale développé à partir du cycle de vie du produit comporte 4 phases : 

### Exportation à partir du pays d’origine
La production est lancée sur le marché domestique car l’entreprise doit s’appuyer sur une communication intense avec le marché. Cette étape correspond au lancement et une partie de la croissance dans le cycle de vie du produit. 

### Les débuts de la production étrangère
Les marchés importateurs connaissent une croissance rapide, l’entreprise innovatrice ouvre des marchés et transforme des potentiels de marché en demande effective. À mesure qu’elles se familiarisent avec le produit vendu sur le territoire, certaines productions étrangères commencent à les produire elles-mêmes. Cette phase correspond à la fin de la croissance et le début de la maturité du produit.

### Les suiveurs exportent
L’attaque des marchés étrangers par l’entreprise innovatrice et le succès international du produit suscite la réaction de la concurrence. Les fabricants étrangers qui continuent à accroître la production nationale réalisent des gains de productivité et commencent à exporter. Elles entrent en concurrence. Phase de maturité. 

### Le pays d’origine importe
Le volume croissant de la production étrangère, les avantages de coûts de certains pays imitateurs leur permettent d’attaquer directement le pays où le produit est né. À ce moment, le pays d’origine devient importateur du produit qu’il a contribué à lancer.

## Principales stratégies de marketing international

### Stratégie de standardisation ou marketing global
C'est adopter la même politique marketing sur les marchés étrangers. 
Cette stratégie est fondée sur l'hypothèse que les besoins des consommateurs de différents pays ont tendance à s'homogéniser. Elle repose sur l'existence de segments homogènes à l'échelle internationale qui permettent à l'entreprise d'adopter la même politique marketing sur différents marchés géographiques. 
Au niveau des avantages, elle permet de réduire les coûts de production et de commercialisation, c'est une stratégie facile à mettre en place, elle permet de véhiculer une image uniforme de l'entreprise à l'échelle mondiale. 
Au niveau des inconvénients, elle ne prend pas en considérations les spécificités des marchés locaux et par conséquent il y a un fort risque de ne pas pouvoir satisfaire correctement les besoins des consommateurs. 
On retrouve cette stratégie dans le secteur du luxe, des hautes technologies ou encore des produits qui bénéficient des effets de l'image du pays d'origine.

### Stratégie d'adaptation ou marketing local
Cette stratégie est centrée sur les spécificités des marchés locaux. Elle met l'accent sur les différences entre les consommateurs plutôt que sur leurs similitudes. 
L'avantage de cette stratégie, c'est qu'elle permet de mieux répondre aux besoins des consommateurs de différents pays. 
Par contre, il y a un inconvénient majeur, elle engendre des coûts supplémentaires qui peuvent être considérables. 
Cette stratégie d'adaptation est appliquée quand une entreprise opère sur un nombre limité de marchés. C'est le cas des entreprises de taille moyenne PME/PMI qui interviennent sur deux ou trois marchés géographiques où la réglementation locale impose une adaptation des actions marketing. Dans certains cas, cette adaptation peut être obligatoire, normes techniques par exemple, ou alors l'adaptation peut constituer un choix.

### Stratégie de standardisation adaptée ou marketing glocal
Cette stratégie tient compte de la globalisation et aussi des contraintes du marché local ou domestique. On parle donc de Globalisation et Localisation. La combinaison de ces deux termes donnera la "GLOCALISATION" comme aime si bien le souligner le communicateur Hugues Walter ALLECHI.C'est standardiser les actions marketing. Elle combine les avantages d'une politique de standardisation et d'une politique d'adaptation. Elle permet ainsi de répondre aux exigences des marchés locaux tout en limitant les surcoûts liés à une politique d'adaptation. 
Cette stratégie est courante dans le secteur cosmétique, textile. Elle permet aux acteurs de rester compétitifs tout en satisfaisant les besoins des consommateurs locaux.